# Fabio Armiliato
Fabio Armiliato (Gênova, 17 de agosto de 1956) é um tenor lírico italiano.

## Biografia
Estudou no Conservatório Niccolò Paganini de sua cidade natal, onde também frequentou um curso de composição. Foi vencedor do II Concurso Nacional Tito Schipa em Lecce e do Concurso Internacional Pavia Lirica. Estreou profissionalmente em 1984 no papel de Gabriele Adorno na ópera Simon Boccanegra, no Teatro Carlo Felice de Gênova.
Em 1989, interpretou Cavaradossi em Tosca nas Termas de Caracala e Riccardo em Un ballo in maschera no Teatro Regio de Parma. Em 1991, atuou como Radames em Aida na Ópera de Marselha. Em 1993, Fabio Armiliato fez sua estreia no Metropolitan Opera de Nova Iorque no papel de Manrico na ópera Il trovatore, de Giuseppe Verdi, sob regência de James Levine. No mesmo teatro, retornou posteriormente como Radames em Aida e como Turiddu em Cavalleria rusticana.
Realizou outros importantes estreias no Teatro alla Scala em 1994, no Teatro Colón de Buenos Aires e na San Francisco Opera também em 1994, no Sferisterio di Macerata em 1995, na Ópera Nacional de Paris em 1996 e na Wiener Staatsoper em 1998. Em 1999, estreou na Arena de Verona, interpretando Aida e Carmen.
A partir de 2000, manteve uma relação pessoal e artística com o soprano Daniela Dessì, com quem se apresentou em diversos títulos, incluindo Andrea Chénier, Manon Lescaut, Adriana Lecouvreur, Aida, La bohème, Simon Boccanegra e Francesca da Rimini. Em 2011, estreou no papel-título de Otello na Ópera Real da Valónia em Liège. 
No mesmo ano, atuou no filme de Woody Allen Para Roma com Amor, recebeu o Prêmio Internacional Tito Schipa em Ostuni e foi nomeado cidadão honorário de Recanati, em homenagem a Beniamino Gigli.
Em 2012, Fabio Armiliato se apresentou no Theatro Municipal de São Paulo ao lado da soprano Daniela Dessì, em uma gala lírica dedicada a compositores italianos, com foco no repertório do período romântico e verista. O concerto contou com árias de Giuseppe Verdi, Vincenzo Bellini, Umberto Giordano e Giacomo Puccini, além de canções populares italianas no bis, como O sole mio. As apresentações tiveram a participação da Orquestra Sinfônica Municipal de São Paulo, sob regência do maestro Abel Rocha.
É irmão do maestro Marco Armiliato.

## Discografia

### Óperas completas
- Amica, com Katia Ricciarelli, Walter Donati; regência de Marco Pace. Kikko Classic.
- Otello, com Daniela Dessì, Giovanni Meoni; regência de Paolo Arrivabeni. Solovoce.
- La fanciulla del West (Puccini Festival, 2005), com Daniela Dessì, Lucio Gallo; regência de Alberto Veronesi; direção cênica de Ivan Stefanutti. Arthaus Musik/Naxos.
- La traviata, com Daniela Dessì, Claudio Sgura.
- Ernani, com Daniela Dessì, Giacomo Prestia, Lucio Gallo; regência de Bruno Campanella.
- Norma (2008), com Daniela Dessì, Kate Aldrich. Hardy Classic/Rai Trade.
- Francesca da Rimini (Sferisterio Opera Festival, 2004), com Daniela Dessì, Alberto Mastromarino. Arthaus Musik/Naxos/Rai Trade.
- Andrea Chénier (2005), com Daniela Dessì, Carlo Guelfi; regência de Vjekoslav Šutej. Universal.
- Madama Butterfly, com Daniela Dessì, Juan Pons; regência de Plácido Domingo (2004).
- Tosca (Teatro Real, 2004), com Daniela Dessì, Ruggero Raimondi. Opus Arte/Naxos.
- Manon Lescaut (2004), com Daniela Dessì, Marcel Vanaud. Real Sound.
- Tosca (Teatro Carlo Felice, 2010), com Daniela Dessì, Claudio Sgura. Arthaus Musik/Naxos.
- Aida (Liceu, 2003), com Daniela Dessì, Elisabetta Fiorillo, Juan Pons, Roberto Scandiuzzi. Opus Arte/Naxos.
- I vespri siciliani (Teatro Regio di Parma, 2010), com Leo Nucci, Giacomo Prestia, Daniela Dessì; direção cênica de Pier Luigi Pizzi. C Major/Naxos.

### Recitais
- Armiliato, Recitar! – Árias e canções célebres, com Roma Film Orchestra; regência de Pinto. Decca, 2011 (Universal).
- Nessun Dorma – Armiliato sings Puccini. CD.
- Love Duets (2005), com Daniela Dessì. Philips.
- Enrico Toselli – Le Romanze Ritrovate (2004), com Daniela Dessì. Real Sound.
- A Tribute to Verdi (2004). Real Sound.
- Romanze e Canzoni (2007). Decca.

### Duetos e colaborações
- 2020 – Italia, America e ritorno, de Lorenzo Andreaggi, participação na faixa La luna (letra e música de Cavaliere e Panzeri).

## Filmografia
- Para Roma com Amor (2012), direção de Woody Allen.